# 山羚
山羚（學名Oreotragus oreotragus），南非語字面意為「山岩的跳躍者」，是一種住在好望角至東非及衣索匹亞的細少的非洲羚羊。

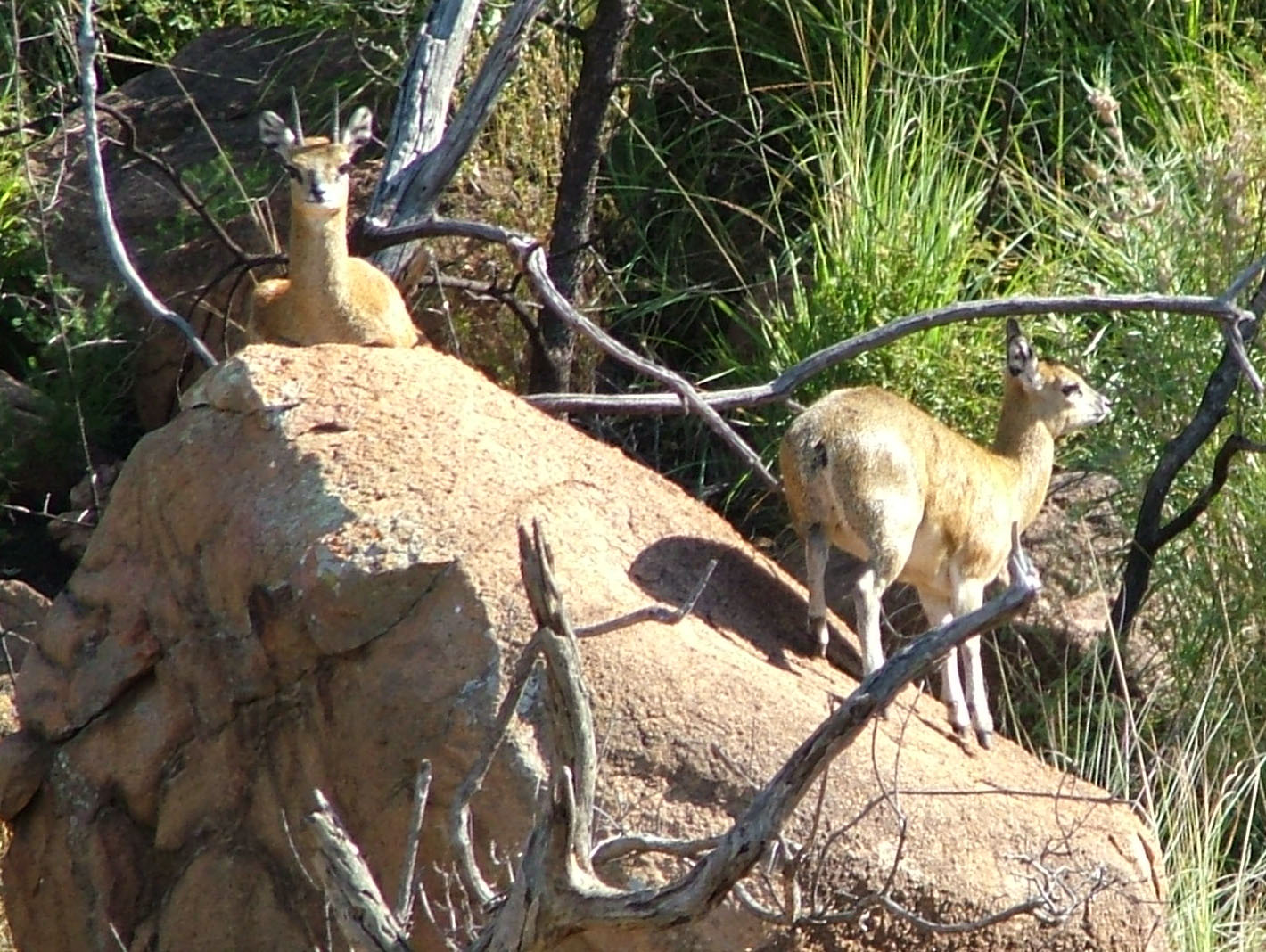
在岩石間的山羚

山羚肩高只有58厘米，是相對於其他羚羊來說是較細少的動物。只有雄性有脆弱的角，一般長20-25厘米。牠們以蹄尖站立。
山羚的毛皮厚而密，有著橄欖形狀的小斑點。牠們的毛皮使牠們能在生活的石間混和，難讓人發現。
山羚是草食性動物，以石間植物為糧食。牠們不用喝水，這是由於多汁的植物提供了牠們生存所需的水份。
山羚於九月至一月間交配。妊娠期為214日。